# Sympycnus tener
Sympycnus tener är en tvåvingeart som beskrevs av Becker 1922. Sympycnus tener ingår i släktet Sympycnus och familjen styltflugor.
Artens utbredningsområde är Taiwan. Inga underarter finns listade i Catalogue of Life.